# Stazione di Villazzano
La stazione di Villazzano è una delle 11 stazioni ferroviarie del comune di Trento. Si trova sulla linea della Valsugana Trento–Venezia, nella frazione di Villazzano.

## Dati ferroviari
Il fabbricato viaggiatori ricorda ancora lo stile della stazione originale, datata 1896. Il complesso è stato oggetto tra il 2005 e il 2006 di una profonda ristrutturazione, operata da RFI e Italferr, che ha visto il potenziamento, oltre che dei binari, anche delle opere civili, con la creazione di un sottopasso pedonale e di uno carrabile, e una riorganizzazione della viabilità nei pressi della stazione. I binari sono tre, due dei quali sono adibiti al traffico passeggeri; in questa stazione avvengono generalmente gli incroci tra i treni. I binari sono serviti da due pensiline coperte, raggiungibili tramite scale e rampe di accesso per i disabili.

## Movimento passeggeri e merci
Nella stazione fermano tutti i treni con destinazioni per Trento centrale, Borgo Valsugana Est, Bassano del Grappa, Venezia e Padova, a servizio dei pendolari.

## Servizi
La stazione dispone di:
- Biglietteria self-service
- Accessibilità per portatori di handicap
- Sottopassaggio
- Interscambio autolinee
- Parcheggio di scambio